# 黑紋龜葉蟲
黑紋龜葉蟲（学名：Laccoptera nepalensis）为金花蟲科盾龜金花蟲屬下的一个种。其种加词“nepalensis”意为“尼泊尔的”。